# Tryptyk Jana Crabbego

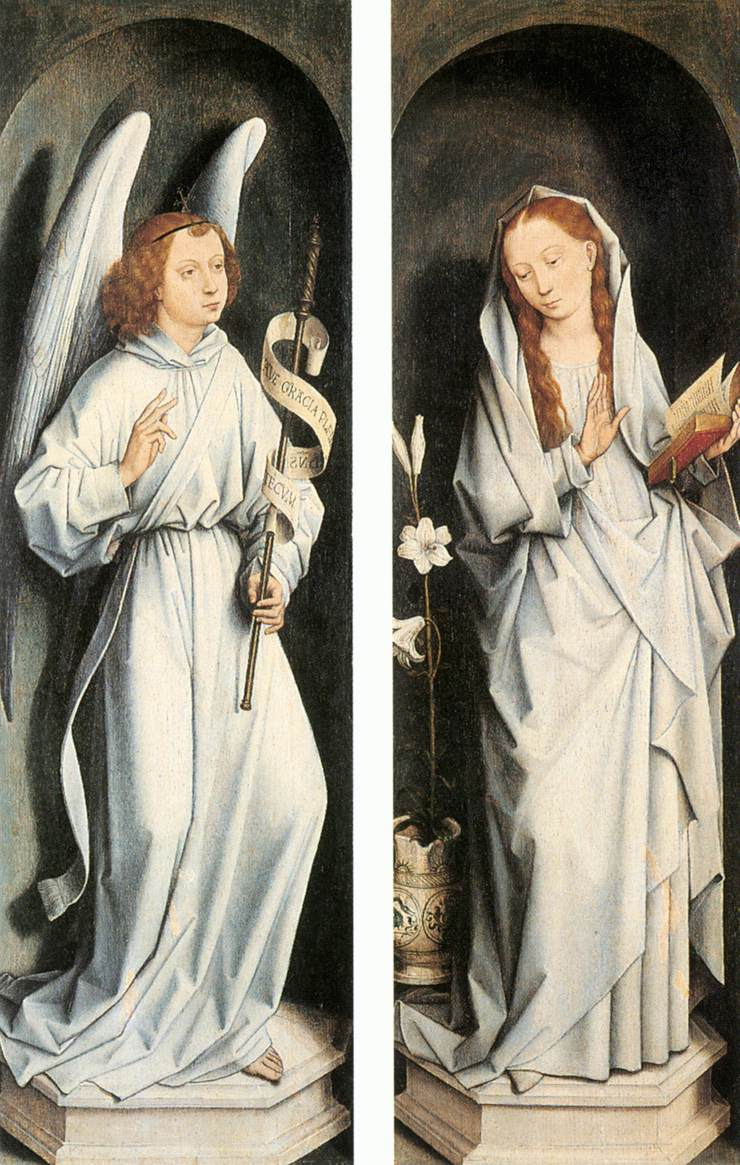
Rewers tryptyku

Tryptyk Jana Crabbego (niderl. Triptiek van Jan Crabbe) – tryptyk olejny na desce niderlandzkiego malarza niemieckiego pochodzenia Hansa Memlinga.

## Opis
W 1465 roku Memling osiedlił się w Brugii. Jednym z pierwszych zleceń, jakie tam otrzymał, było wykonanie tzw. Tryptyku Jana Crabbego. Jan Crabbe był opatem Duinenabdij w Koksijde pod Brugią. Funkcję tę sprawował w latach 1457–1488.
Powstały tryptyk był niedużym ołtarzem, przeznaczonym do kaplicy domowej. Na środkowej tablicy Memling ukazał scenę Ukrzyżowania ze świętym Janem Chrzcicielem; dodatkowo artysta umieścił św. św. Bernarda z Clairvaux, św. Marię Magdalenę i portret samego opata adorującego Krzyż. Na skrzydłach zaprezentował fundatorów: na prawym Annę Willemszoon (matkę Crabbego) z patronką św. Anną, na lewym Willema de Wintera (przyrodniego brata) z patronem św. Williamem z Maleval.
Kompozycja ołtarza wykonanego przez Memlinga była w całości wzorowana na dziełach jego nauczyciela Rogiera van der Weydena, co jest szczególnie widoczne w środkowej części tryptyku, gdzie malarz wykorzystał taki sam układ kompozycyjny jak w Tryptyku Ukrzyżowania z Wiednia, Tryptyku Sforzów z Brukseli czy Tryptyku Anegg z Riggisbergu. Wpływ Weydena widać również w typowym dla tego artysty sposobie malowania krajobrazu. Memling z rozmysłem oparł się na pracach znanego mistrza, by wykorzystać popularny wśród brugijskiej klienteli wzorzec. Rewers tryptyku przedstawia scenę Zwiastowania, wykonaną en grisaille. Jest to jeden z najwcześniejszych przykładów obrazu tego typu, w którym monochromatyczność została przełamana oszczędnie użytym kolorem.

## Proweniencja
W 1865 roku tryptyk, za sprawą Mattea i Ludovica Folców, trafił do Muzeum Miejskiego w Palacio Chiericati w Vicenzy. Pod koniec XIX wieku został podzielony i skrzydła znalazły się w kolekcji Sedelmeyera z Paryża, a następnie u Duveena. W czerwcu 1907 roku zostały zakupione przez J. Pierponta Morgana z Nowego Jorku; obecnie znajdują się w Morgan Library & Museum. Grisaillle z rewersu zostały w nieznanym czasie oddzielone od skrzydeł tryptyku. W okresie II wojny światowej wywieziono je do Niemiec, skąd w roku 1952 powróciły do Groeningemuseum w Brugii.